# Drie-eenheidskerk in Nikitniki
De Drie-eenheidskerk in Nikitniki  (Russisch: Церковь Троицы в Никитниках) is een van de bekendste Russisch-orthodoxe kerken van Moskou. De kerk staat in de wijk Kitajgorod.  

## Geschiedenis
De kerk staat op een heuvel en toen de kerk gesticht werd domineerde het gebouw de hele buurt. Met recht en reden want het gebouw verdiend alle aandacht wegens de fraaie decoraties. Bouwer van de kerk was een koopman die rijk was geworden door de handel in zout en vis. Zijn naam was Grigorij Nikinikov. Hij liet de kerk bij zijn huis bouwen op een plek waar eerder een houten kerk was afgebrand. De bouw van de kerk duurde van 1628-1651. Al kwam Grigorij Nikitnikov oorspronkelijk uit Jaroslavl, toch heeft de kerk niets van het uiterlijk van de bekende architectuur van de Jaroslavl-kerken. In een van de kapellen werden familieleden begraven. Het belangrijkste reliek is het icoon van de Moeder Gods van Georgië, gemaakt in 1654 nadat de pest was uitgewoed in Moskou. In de volksmond wordt de kerk daarom ook wel Georgische Kerk van de Moeder Gods genoemd.   

## Na de revolutie
In 1920 werd de kerk gesloten voor de eredienst. In 1934 werd de kerk overgedragen aan het Nationaal Historisch Museum. In de jaren 1941-1945 werd het museum ontruimd en nam de overheid het gebouw in gebruik. Vanaf de jaren 1960 werd het museum weer in de voormalige kerk gehuisvest. In 1991 werd besloten de kerk terug te geven aan de gelovigen. In eerste instantie gold dit alleen voor de onderste verdieping. Sinds 2007 is het hele gebouw teruggekeerd naar de Russisch-orthodoxe kerk. In de loop van de twintigste eeuw is er om de Drie-eenheidskerk heen bebouwing ontstaan die in contrast staat met de bouwstijl van de kerk.

## Architectuur
De kerk is bijzonder rijk gedecoreerd. Vijf koepels rusten op twee rijen kokosjniki's, waarvan slechts een koepel licht doorlaat, de overige koepels zijn alleen decoratief. De kerk heeft drie kapellen. De toren werd later toegevoegd. Bekende schilders van iconen zoals Simon Oesjakov droegen bij aan het rijke interieur.